# Kladistik

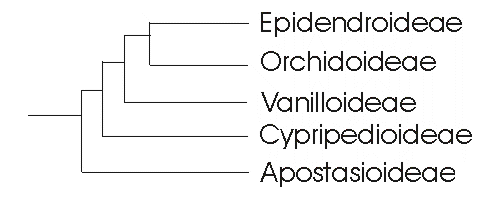
Ett exempel på ett kladogram, ett resultat av en kladistisk analys, som i detta fall visar släktskapen mellan några underfamiljer av orkidéer. Ibland kan längden på de horisontella linjerna även fungera som tidsaxlar, kladogrammet har då omvandlats till ett fylogenetiskt träd.

Kladistik, även fylogenetisk systematik, är en vetenskaplig metod som används främst vid studier av evolutionära frågeställningar om släktskap och utveckling av arter och egenskaper inom biologin. Kladistik används även inom exempelvis lingvistik, sociologi och arkeologi för att organisera jämförande data.
Kladistiken skiljer sig från äldre taxonomiska metoder genom att den fokuserar på evolutionära samband snarare än alla likheter hos organismer, och genom att den bygger på utnyttjande av kvantitativ analys. Kladistiken används främst vid rekonstruktioner av fylogenier, det vill säga hypoteser om släktskap mellan olika organismer. Normalt används datorprogram som stöd vid dessa analyser. Resultatet av en kladistisk analys presenteras i form av ett kladogram, som också kallas fylogenetiskt träd eller helt enkelt släktträd.
Termen kladistik är härlett från grekiskans κλάδος, klados, som betyder gren.

## Problemställning
Kladistiken har kommit till för att den skall vara till hjälp med att lösa det grundläggande problemet med hur olika organismer är släkt med varandra, och hur de har utvecklats. Enbart kladistik löser inte sådana problem, men den kan hjälpa biologerna att systematisera den kunskap som redan finns och den nya kunskap som forskas fram.

## Historik

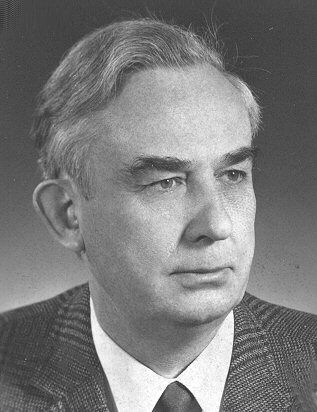
Kladistikens upphovsman, den tyske entomologen Willi Hennig.

Kladistiken presenterades som metod för första gången 1950 av den tyske entomologen Willi Hennig. För den engelskspråkiga delen av forskarvärlden blev metoden vida känd 1960 och 1966 under benämningen "fylogenetisk systematik". Hennig sökte en metod som implementerade Darwins tankar om förfäder (ancestorer) och avkommor och presenterade sina idéer inom evolutionens ramar. Han skrev om arter, artbildning och morfologiska förändringar ur ett evolutionärt perspektiv. Hennigs viktigaste bidrag var att presentera en precis definition av biologisk släktskap och sedan föreslå hur denna släktskap skulle kunna utrönas. Före Hennig var definitionen av släktskap inom biologin mycket vag och av absolut art; Hennigs synsätt bygger istället på relativ släktskap.
Hennigs egna böcker använder inte beteckningen kladistik; istället kallade han hela tiden (även i senare upplagor av sin engelskspråkiga bok) sin metod för fylogenetisk systematik. En översiktsartikel över ämnet noterade att begreppet klad (clade) infördes 1958 av Julian Huxley, kladistisk (cladistic) av Cain och Harrison 1960, och "kladist" (cladist) för en anhängare av Hennigs skolbildning av Ernst Mayr 1965.
Taxonomier, och illustrationer av taxonomier i form av träd, fanns långt före Hennigs insatser. Kända exempel är Linnés sexualsystem från 1700-talet och "livets träd" som det upprättades av Ernst Haeckel på 1800-talet. Vad Hennig gjorde med kladistiken var att införa regler för hur dessa taxonomier skulle upprättas, baserade på evolutionära principer.

## Metodik
Den metodik som kladistiken använder går ut på att identifiera klader, grupper av organismer som delar karaktärer. "Karaktärer" är i dessa sammanhang beteckningen på egenskaper hos organismerna som används för att studera variation inom eller mellan arter. Dessa kan ofta vara morfologiska egenskaper (detaljerade former hos organ) eller molekylära egenskaper, exempelvis storlek eller sekvens hos proteiner eller RNA i organismen.
Oavsett vilken typ av karaktärer som studeras utgår kladistiken från homologa karaktärer hos de arter man vill undersöka, sådana karaktärer som har samma ursprung. När morfologiska karaktärer används kan man notera att homologa strukturer inte behöver ha samma funktion, och de kan ha mycket olika egenskaper. Att strukturer är homologa, snarare än analoga, kan oftast avgöras genom att se om de kommer från samma embryonala strukturer.
De arter som delar samma homologa karaktärer anses närmare släkt än de med färre sådana delade karaktärer. För att en fullständig analys ska vara möjlig, måste så många karaktärer inkluderas att det finns åtminstone någon skillnad mellan alla arter. I analysen jämför man dels en grupp av arter man vill studera (ingruppen) och dels en art (utgruppen) som man vet inte ingår i ingruppen, men som inte är alltför skild. Arterna kan sedan delas i olika grupper (ett antal klader) beroende på hur många, och vilka, karaktärer de delar. En karaktär som delas av alla medlemmar i en klad kallas för en synapomorf karaktär.
Resultatet av en kladistisk analys presenteras i form av ett kladogram (fylogenetiskt träd). Kladogrammet visar den mest sannolika släktskapen, baserat på de faktorer man undersöker. Metoden kan ge osäkra svar beroende på att analoga egenskaper har uppkommit och ger en falsk bild av släktskapen.
Idag utförs de flesta kladistiska analyser med hjälp av datorer, och det finns flera mjukvaror för olika operativsystem. DNA-sekvenser utgör nu den huvudsakliga informationskällan för utrönandet av fylogenetiska släktskaper; morfologiska (utseenderelaterade) data var tidigare populära men visade sig vara behäftade med problem som låg upplösning, hög tidsåtgång samt otillämpbarhet för vissa organismer. Morfologi används fortfarande i detta syfte, men i en mer begränsad, och snarare kompletterande, utsträckning. Inom paleontologin är man förstås tvungen att basera sina fylogeniskattningar på morfologiska data då DNA i vanliga fall bryts ned på några få hundra år.

## Kladogram

Principiellt utseende hos kladogram. Båda formerna är likvärdiga till innehåll.

Kladogram är det grafiska åskådliggörandet av kladistiska analyser. Ett kladogram har formen av ett träd och används för att visa på de statistiskt mest sannolika sambanden mellan de olika taxa som finns med i analysen.
På grund av de regler som finns för den kladistiska analyser har kladogrammen ett väldefinierat utseende. Varje grenpunkt representerar en förändring i en synapomorf karaktär. Det normala är att trädet delar av sig i två vid varje grenpunkt; en dikotomi. (Om ofullständiga data finns tillgängliga för att upprätta ett fullständigt kladogram åskådliggörs detta ibland med uppdelning i tre eller fyra grenar (polytomi).)
Normalt görs en viss åtskillnad mellan kladogram och fylogenetiska träd, även om de har samma principiella uppbyggnad. Grenarna i ett kladogram är enbart ett formellt verktyg för att illustrera släktskapen mellan olika klader. Ett fylogenetisk träd innehåller också information om de taxa som faktiskt förekommit i den evolutionära historien, och som utgör grenarna i trädet. Således indikeras oftast tidsförhållanden eller graden av evolutionär förändring på grenarna i ett fylogenetiskt träd.
Antalet kladogram som är matematiskt möjliga att upprätta för ett visst antal arter framgår av tabellen:
| Antal arter             | 2 | 3 | 4  | 5   | 6   | 7      | 8       | 9         | 10         | N                  |
| ----------------------- | - | - | -- | --- | --- | ------ | ------- | --------- | ---------- | ------------------ |
| Antal möjliga kladogram | 1 | 3 | 15 | 105 | 945 | 10 395 | 135 135 | 2 027 025 | 34 459 425 | 1×3×5×7×...×(2N-3) |

Kärnan i den kladistiska analysen är att identifiera det mest troliga kladogrammet, baserat på tillgängliga data, och det är det stora antalet möjliga kladogram som gör att datorstöd är mycket användbart.

## Terminologi

En illustration av olika kladistiska begrepp. Den gula gruppen (Sauropsida) är monofyletisk, den blå gruppen (reptiler) är parafyletisk, och den röda gruppen (varmblodiga djur) är polyfyletisk.

Inom kladistiken används följande terminologi:
- En klad utgörs av en förfader och alla arter som är ättlingar till denna art.
- En monofyletisk grupp av organismer är en klad. Kladister rekommenderar att endast grupper av denna typ används inom taxonomin.
- En parafyletisk grupp är en del av en monofyletisk grupp som utesluter några av ättlingarna. Ett exempel är reptiler, som är Sauropsida minus fåglar. De flesta kladister anser att parafyletiska grupper inte bör användas.
- En polyfyletisk grupp är en grupp som består av medlemmar från två eller flera monofyletiska grupper som ej överlappar. De flesta kladister anser att polyfyletiska grupper inte bör användas. Många grupper som är skapade med andra taxonomier är endera polyfyletiska eller parafyletiska.
- En utgrupp är en organism som inte anses ingå i gruppen i fråga, men som är nära besläktad med gruppen.
- En egenskap som finns både hos utgruppen och hos anfadern kallas för plesiomorf.
- En egenskap som förekommer endast hos senare ättlingar kallas för apomorf. Begreppen plesiomorf och apomorf används istället för begrepp som "primitiv" och "avancerad" för att undvika värdeladdade omdömen om egenskaper som båda kan ha överlevnadsvärde och vara evolutionärt gynnade under olika omständigheter.
- En apomorf egenskap som delas av flera taxa kallas för synapomorf, och utgör grunden i att bygga upp kladogram.
- En plesiomorf egenskap som finns hos flera organismer kallas symplesiomorfi. Parafyletiska grupper utmärks av symplesiomorfier (d.v.s. avsaknaden av en viss egenskap).[6]
- En art eller klad är basal i förhållande till en annan klad om den har fler plesiomorfa egenskaper än den andra kladen. Normalt innehåller en basal grupp få arter i jämförelse med den härledda gruppen.
- En klad eller art som är lokaliserad inom en annan klad sägs vara nästlad inom den kladen.
- I ett kladogram kallas de två taxa på varje sida om en grenpunkt (nod), som har en gemensam förfader och inga ytterligare ättlingar, för systergrupper eller systertaxa och på artnivå betecknas de ibland som systerarter.[7]
- En nod är en förgreningspunkt i ett kladogram.[8] Noden är vanligtvis dikotomt förgrenad vilket speglar att en stamart delat sig i två (se artbildning). Om otillräcklig kunskap finns eller en stamart mer eller mindre samtidigt gett upphov till flera dotterarter kan det visas med multipel förgreningspunkt (polytomi).[6]
- En stam (internod) sammanbinder flera noder i ett kladogram.[8] (Ej samma sak som fylum!)
- En stamart är en "ursprungsart" som finns mycket basalt inom alla taxa och som har gett upphov till alla andra arter inom den aktuella kladen.[6] Sådana stamarter ritas dock aldrig ut i själva noden utan åskådliggörs i likhet med andra taxa.[9]
- En kronklad består av den senast levande förfadern till nu levande grupper (och alla förfaderns ättlingar).[10]

## Mjukvara för kladistiska analyser
- Hennig 86
- MacClade
- PAUP
- PATHd8